# Leptothorax minutissimus
Leptothorax minutissimus är en myrart som beskrevs av Smith 1942. Leptothorax minutissimus ingår i släktet smalmyror, och familjen myror. IUCN kategoriserar arten globalt som sårbar. Inga underarter finns listade i Catalogue of Life.